# Monolepta turneri
Monolepta turneri es una especie de insecto coleóptero de la familia Chrysomelidae.
Fue descrita científicamente en 1953 por Bryant.